# غرم بيت بالا
غرم بيت بالا (بالفارسية: گرم‌بیت بالا) هي قرية تقع في قسم باهوكلات الريفي (مقاطعة تشابهار) في إيران. يقدر عدد سكانها بـ 789 نسمة بحسب إحصاء 2016.